# ربيع براغ
ربيع براغ (بالتشيكية Pražské jaro وبالسلوفاكية Pražská jar) هو مرحلة من تاريخ الجمهورية الاشتراكية التشيكوسلوفاكية، حاول خلالها الحزب الشيوعي التشيكوسلوفاكي أن ينهج اتجاها إصلاحيا وأقرب للديمقراطية، عرف بتسمية «الاشتراكية ذات الوجه الإنساني». انطلقت المرحلة في 5 يناير 1968، بوصول الإصلاحي ألكسندر دوبتشيك للسلطة، وانتهت في 21 أغسطس 1968، باجتياح عسكري للبلاد من طرف قوات حلف وارسو، بقيادة الاتحاد السوفييتي. ومن أهم الإصلاحات التي اقترحها دوبتشيك آنذاك: حرية الصحافة والتعبير، وحرية التنقل، ولامركزية الاقتصاد، ووضع دستور للبلاد يقعد المساواة بين الأمتين التشيكية والسلوفاكية، في إطار جمهورية فيدرالية صرح دوبتشيك عن نيته استبدال نظام الحكم التشيكوسلوفاكي باشتراكية ديمقراطية خلال 10سنوات، كما تم التحدث عن إمكانية معاودة السماح للأحزاب بالعمل السياسي.
أجهض التدخل السوفييتي جميع الإصلاحات، باستثناء التعديل الدستوري المنشئ للفيدرالية.

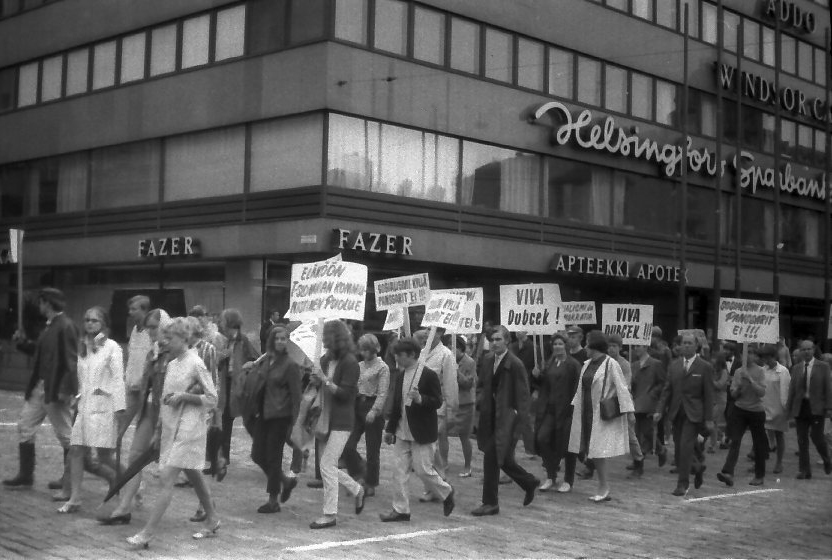
مظاهرات بهلسينكي منددة بالاجتياح السوفييتي لتشيكوسلوفاكيا سنة 1968.

دخلت تشيكوسلوفاكيا، بعد ذلك، مرحلة تسمى تاريخيا بمرحلة التطبيع (بالتشيكية normalizace)، اتسمت بعودة أجنحة الحزب الشيوعي التشيكوسلوفاكي المحافظة، لتسيير دفة البلاد الاقتصادية والسياسية، وبوأد إصلاحات دوبتشيك، وبتكاثف الهجرة للخارج. استمرت مرحلة التطبيع حتى حدوث الثورة المخملية وانهيار النظام في 1989.

رغم إجهاضه عسكريا، ساهم ربيع براغ، في عقدي الستينات والسبعينات، في خلق أزمة وعي بضرورة الإصلاح، وتاثير في المخيال الثقافي العالمي، اجتاحت دول حلف وارسو وأوروبا الغربية على حد سواء ، تجلت في ماي 1968 والحركة الطلابية البولندية وأعمال الأديب ميلان كونديرا.

## خلفية تاريخية
بدأت عملية اجتثاث الستالينية في تشيكوسلوفاكيا تحت حكم أنتونين نوفوتني بين أواخر الخمسينيات وأوائل الستينيات من القرن العشرين، ولكن تقدمها كان أبطأ من معظم الدول الأخرى في الكتلة الشرقية. سيرًا على خطى نيكيتا خروتشوف، أعلن نوفوتني استكمال الاشتراكية، واعتمد الدستورُ الجديد وفقًا لذلك اسم جمهورية تشيكوسلوفاكيا الاشتراكية. كانت وتيرة التغيير بطيئة؛ ربما بُحث في إعادة تأهيل ضحايا الحقبة الستالينية -من أمثال أولئك المدانين في محاكمات سلانسكي- منذ عام 1963، لكنها لم تحدث حتى عام 1967.
شهدت تشيكوسلوفاكيا في أوائل ستينيات القرن العشرين انكماشًا اقتصاديًا. لم يكن تطبيق النموذج السوفيتي للتصنيع على تشيكوسلوفاكيا ناجعًا، إذ كانت البلاد صناعية بالكامل قبل الحرب العالمية الثانية في حين ركز النموذج السوفيتي بشكل أساسي على الاقتصادات الأقل نموًا. سعى نوفوتني إلى إعادة هيكلة الاقتصاد بطرح النموذج الاقتصادي الجديد عام 1965 ما أثار المطالب الشعبية من أجل الإصلاح السياسي أيضًا.

### مؤتمر ليبليس 1963
في مايو 1963، نظم بعض المثقفين الماركسيين مؤتمر ليبليس الذي ناقش حياة فرانز كافكا، إيذانًا ببداية إرساء الديمقراطية في ثقافة تشيكوسلوفاكيا، ما قاد في نهاية المطاف إلى فترة من التحرير السياسي عُرفت باسم ربيع براغ عام 1968. كان هذا المؤتمر فريدًا من نوعه لأنه رمز إلى إعادة التأهيل التي أحدثها كافكا في الكتلة الشرقية بعد أن انتُقد انتقادًا شديدًا، وأدى إلى انفتاح النظام جزئيًا وتخفيف الرقابة. وكان له تأثير دولي إذ دُعي ممثل من كل بلد في الكتلة الشرقية لحضور المؤتمر؛ إلا أن الاتحاد السوفياتي لم يرسل أي ممثل. لهذا المؤتمر أيضًا أثر ثوري ومهد الطريق للإصلاحات وجعل كافكا رمزًا لنهضة الحرية الفنية والفكرية في تشيكوسلوفاكيا.

### مؤتمر الكتّاب 1967
تزامنًا مع تخفيف النظام المتشدد قيوده، شرع اتحاد كتّاب تشيكوسلوفاكيا في التعبير عن سخطهم بحذر. اقترح الأعضاء في صحيفة الاتحاد الأسبوعية الشيوعية المتشددة سابقًا، ليترارني نوفيني، أن الأدب يجب أن يكون مستقلًا عن نهج الحزب.
في يونيو 1967، تعاطف فصيل صغير من أعضاء الاتحاد مع الاشتراكيين الراديكاليين، وخاصة لودفيك فاتسوليك وميلان كونديرا ويان بروخازكا وأنتونين ياروسلاف ليهم وبافل كوهوت وإيفان كليما.
في اجتماع لقادة الحزب بعد بضعة أشهر، تقرر اتخاذ إجراءات إدارية ضد الكتّاب الذين أعربوا علانية عن دعمهم للإصلاح. ولأن مجموعة صغيرة فقط من الاتحاد تتبنّى هذه الأفكار، اعتُمد على الأعضاء الباقين في تأديب زملائهم. نُقلت الرقابة على ليترارني نوفيني وعدد من دور النشر الأخرى إلى وزارة الثقافة، وأيّد هذه الخطوة بعض قادة الحزب الذين أصبحوا لاحقًا من الإصلاحيين البارزين، من ضمنهم دوبتشيك.

## صعود دوبتشيك إلى السلطة
بينما كان الرئيس أنتونين نوفوتني يخسر الدعم، عارضه ألكسندر دوبتشيك، السكرتير الأول للحزب الشيوعي السلوفاكي، والاقتصادي أوتا شيك في اجتماع اللجنة المركزية للحزب، فدعا نوفوتني الأمين العام للحزب الشيوعي السوفيتي، ليونيد بريجنيف، إلى براغ في ديسمبر للحصول على الدعم؛ ولكن بريجنيف تفاجأ بالمعارضة الكبيرة لنوفوتني، فأيّد عزله. حل دوبتشيك محل نوفوتني وشغل منصب السكرتير الأول في 5 يناير 1968. في 22 مارس، استقال نوفوتني من منصب الرئاسة وشغل مكانه لودفيك سفوبودا الذي وافق لاحقًا على الإصلاحات.

### ليترارني ليستي
كانت بوادر التغيير ضعيفة. أصرّ عضو الهيئة الرئاسية في الحزب الشيوعي التشيكوسلوفاكي جوزيف سمركوفسكي في مقابلة معه نُشرت في صحيفة الحزب رودي برافو بعنوان «ما ينتظرنا في المستقبل» على أن تعيين دوبتشيك في الجلسة العامة لشهر يناير سيعزز أهداف الاشتراكية ويحافظ على طبيعة الحزب العاملة.
فور تولّي دوبتشك السلطة، أصبح الباحث إدوارد غولدستوكر رئيسًا لاتحاد كتّاب تشيكوسلوفاكيا ومن ثم رئيس تحرير صحيفة ليترارني نوفيني التي كانت في عهد نوفوتني تعجّ بأنصار الحزب. اختبر غولدستوكر مدى إخلاص دوبتشيك لحرية الصحافة عندما ظهر في 4 فبراير في مقابلة تلفزيونية بصفته الرئيس الجديد للاتحاد. خلال المقابلة انتقد نوفوتني علنًا، وفضح جميع سياساته التي لم تُنقل سابقًا وما سببته من عرقلة للتقدم في تشيكوسلوفاكيا.
لم تترتب على غولدستوكر أي عواقب، وبدلًا من ذلك شرع دوبتشيك ببناء شعور بالثقة بين وسائل الإعلام والحكومة والمواطنين. في عهد غولدستوكر تغير اسم الصحيفة إلى ليترارني ليستي ونشر الاتحاد النسخة الأولى من الصحيفة غير الخاضعة للرقابة في 29 فبراير. بحلول شهر أغسطس، وزّعت ليترارني ليستي 300 ألف نسخة، ما جعلها أكثر الدوريات نشرًا في أوروبا.

## الاشتراكية ذات الوجه الإنساني

### خطاب دوبتشيك
في الذكرى العشرين لانقلاب تشيكوسلوفاكيا المعروف باسم «فبراير المنتصر»، ألقى دوبتشيك خطابًا أوضح خلاله الحاجة إلى التغيير بعد انتصار الاشتراكية. وشدد على الحاجة إلى «تعزيز الدور القيادي للحزب بفاعلية أكبر» واعترف بأن الحزب اتخذ في كثير من الأحيان أحكامًا جائرة بشأن سفاسف الأمور على الرغم من حث كليمنت غوتوالد على تحسين العلاقات مع المجتمع. أعلن دوبتشيك أن مهمة الحزب تتجلى في «بناء مجتمع اشتراكي متقدم على أسس اقتصادية سليمة ... اشتراكية تتماشى مع التقاليد الديمقراطية التاريخية لتشيكوسلوفاكيا بما ينسجم مع تجارب الأحزاب الشيوعية الأخرى ...» 
من أهم الخطوات التي نُهجت على طريق الإصلاح تخفيف الرقابة ومن ثم إلغاؤها في 4 مارس 1968. إنها المرة الأولى في تاريخ التشيك التي تُلغى فيها الرقابة وربما كانت أيضًا الإصلاح الوحيد الذي نُفّذ بالكامل مع أنه لم يدم إلا فترة قصيرة. وسرعان ما أصبح الإعلام وسيلة لانتقاد النظام بعد أن كان وسيلة للدعاية الحزبية.

### برنامج العمل
في أبريل، أطلق دوبتشيك «برنامج عمل» للتحرير تضمن تخفيف القيود على حرية الصحافة والتعبير والتنقل، مع التركيز الاقتصادي على السلع الاستهلاكية وإمكانية تشكيل حكومة متعددة الأحزاب. استند البرنامج إلى وجهة النظر القائلة «لا يمكن أن تقتصر الاشتراكية على تحرير العاملين من هيمنة استغلال العلاقات الطبقية فقط، بل يجب أن تزود الناس بموارد أكثر من أي ديمقراطية برجوازية ليعيشوا حياة أفضل». وسيحدّ البرنامج سلطة الشرطة السرية ويضمن تقسيم جمهورية تشيكوسلوفاكيا الاشتراكية إلى اتحاد مؤلف من أمتين متساويتين. غطى البرنامج أيضًا السياسة الخارجية متضمنة الحفاظ على علاقات جيدة مع الدول الغربية والتعاون مع الاتحاد السوفيتي ودول الكتلة الشرقية الأخرى. وتحدث عن فترة انتقالية مدتها عشر سنوات يمكن من خلالها إجراء انتخابات ديمقراطية وإحداث شكل جديد من الاشتراكية الديمقراطية بدلًا من الوضع الراهن.
حرص أولئك الذين صاغوا برنامج العمل على عدم انتقاد ممارسات النظام الشيوعي بعد الحرب، والاكتفاء بالإشارة إلى السياسات التي شعروا بأنها لم تعد مجدية. على سبيل المثال، تطلب الوضع الذي أعقب الحرب مباشرة «أساليب إدارية توجيهية ومركزية» لمحاربة «آثار البرجوازية»، ولكن لأن «الطبقات المتخاصمة» هُزمت -كما زُعم- ببلوغ الاشتراكية، لم تعد هذه الأساليب ضرورية. كان الاقتصاد التشيكوسلوفاكي في أمس الحاجة إلى الإصلاح للانضمام إلى «الثورة العلمية والتقنية في العالم» بدلًا من اعتماده على الصناعات الثقيلة والقوة العاملة والمواد الخام في الحقبة الستالينية. علاوة على ذلك، بما أنه قُضي على الصراع الطبقي الداخلي، أصبح بالإمكان مكافأة العمال على النحو الواجب على مؤهلاتهم ومهاراتهم الفنية دون التعارض مع الماركسية اللينينية. اقترح البرنامج ضرورة التحقق من أن المناصب المهمة «تشغلها كوادر من الخبراء الاشتراكيين الأكْفَاء والمتعلمين» من أجل منافسة الرأسمالية.